# Mérozoïte
 (mars 2025).
Si vous disposez d'ouvrages ou d'articles de référence ou si vous connaissez des sites web de qualité traitant du thème abordé ici, merci de compléter l'article en donnant les références utiles à sa vérifiabilité et en les liant à la section « Notes et références ».
Un mérozoïte est une cellule fille d'un protozoaire parasite. Les mérozoïtes sont le résultat de la reproduction asexuée (schizogonie, mérogonie). Dans le cas de la coccidiose, les mérozoïtes forment la première phase du cycle de vie interne du coccidia.
Il s'agit également de la forme hépatique du Plasmodium falciparum, l'un des parasites du paludisme (malaria).